# كلهجوش
الكَلِهْجُوش (بالفارسية: کاله‌جوش) أو الكِلِدُوش (بالتركية: Keledoş)‏ (بالأذرية: Kələcoş)‏ هو حساء تقليدي شهير في إيران وأرمينيا وأذربيجان

## وصفات إقليمية
يوجد في إيران وصفات إقليمية مختلفة وأنماط طهي في أصفهان ويزد وخراسان. قد تحوي وصفات الإيرانية اللحوم (اختياريًا) والكشك والزبادي والحلبة المجففة والنعناع المجفف والبصل المحمص والجوز. 
أما في تركيا فقد تحوي الوصفة الحمص والعدس والبنجر الأبيض واللحوم وكلها مطبوخة بشكل منفصل. يضاف البصل إلى اللحم، ثم يضيفون كل شيء إلى المرق ويطهى على نار هادئة. أما الكشك فيضاف في النهاية. الصنف التركي يشمل الشوربة بالزبدة وصلصة الفلفل الأحمر.